# U-404
Unterseeboot 404 foi um submarino alemão do Tipo VIIC, pertencente a Kriegsmarine que atuou durante a Segunda Guerra Mundial.
O Unterseeboot 404 foi um submarino alemão da Kriegsmarine que atuou durante a Segunda Guerra Mundial. O submarino foi afundado no dia 28 de Julho de 1943 na Baia de Biscay, a noroeste do Cabo Ortegal, Espanha, por cargas de profundidade lançadas de duas aeronaves norte-americanas Liberator (A/S Sqdn. 4) e de um Liberator britânico (Sqdn. 224), causando a morte dos 51 tripulantes.

## Comandantes
| Comandante             | Data                                      |
| ---------------------- | ----------------------------------------- |
| KrvKpt. Otto von Bülow | 6 de Agosto de 1941 - 19 de Julho de 1943 |
| Oblt. Adolf Schönberg  | 20 de Julho de 1943 - 28 de Julho de 1943 |

## Carreira

### Subordinação
| 6 de Agosto de 1941 - 28 de Julho de 1943 | 6. Unterseebootsflottille |

### Patrulhas
|       | Comandante            | Partida     | Partida     | Chegada     | Chegada     | Dias     | Toneladas |
| ----- | --------------------- | ----------- | ----------- | ----------- | ----------- | -------- | --------- |
| 1     | Kptlt. Otto von Bülow | 17 Jan 1942 | Kiel        | 1 Fev 1942  | Lorient     | 16 dias  |           |
| 2     | Kptlt. Otto von Bülow | 14 Fev 1942 | Lorient     | 4 Abr 1942  | Brest       | 50 dias  | 22,653    |
| 3     | Kptlt. Otto von Bülow | 6 Mai 1942  | Brest       | 14 Jul 1942 | St. Nazaire | 70 dias  | 31,061    |
| 4     | Kptlt. Otto von Bülow | 23 Ago 1942 | St. Nazaire | 13 Out 1942 | St. Nazaire | 52 dias  | 17,809    |
| 5     | Kptlt. Otto von Bülow | 21 Dez 1942 | St. Nazaire | 6 Fev 1943  | St. Nazaire | 48 dias  |           |
| 6     | Kptlt. Otto von Bülow | 21 Mar 1943 | St. Nazaire | 3 Mai 1943  | St. Nazaire | 44 dias  | 17,736    |
| 7     | Oblt. Adolf Schönberg | 24 Jul 1943 | St. Nazaire | 28 Jul 1943 | Afundado    | 5 dias   |           |
| Total | Total                 | Total       | Total       | Total       | Total       | 285 dias | 89 259 t  |

### Navios afundados edanificados
- 14 navios afundados, num total de 71 450 GRT[4]
- 1 navio de guerra afundado, totalizando 1 120 toneladas
- 2 navios danificados, num total de 16 689 GRT

| Data        | Comandante     | Nome da Embarcação    | Toneladas | Nacionalidade   |
| ----------- | -------------- | --------------------- | --------- | --------------- |
| 5 Mar 1942  | Otto von Bülow | Collamer              | 5,112     | norte-americano |
| 13 Mar 1942 | Otto von Bülow | Tolten                | 1,858     | chileno         |
| 14 Mar 1942 | Otto von Bülow | Lemuel Burrows        | 7,610     | norte-americano |
| 17 Mar 1942 | Otto von Bülow | San Demetrio          | 8,073     | britânico       |
| 30 Mai 1942 | Otto von Bülow | Alcoa Shipper         | 5,491     | norte-americano |
| 1 Jun 1942  | Otto von Bülow | West Notus            | 5,492     | norte-americano |
| 3 Jun 1942  | Otto von Bülow | Anna                  | 1,345     | sueco           |
| 24 Jun 1942 | Otto von Bülow | Ljubica Matkovic      | 3,289     | iuguslavo       |
| 25 Jun 1942 | Otto von Bülow | Manuela               | 4,772     | norte-americano |
| 25 Jun 1942 | Otto von Bülow | Nordal                | 3,845     | panamenho       |
| 27 Jun 1942 | Otto von Bülow | Moldanger             | 6,827     | norueguês       |
| 11 Set 1942 | Otto von Bülow | Marit II (danificado) | 7,417     | norueguês       |
| 12 Set 1942 | Otto von Bülow | Daghild (danificado)  | 9,272     | norueguês       |
| 26 Set 1942 | Otto von Bülow | HMS Veteran (D-72)    | 1,120     | britânico       |
| 29 Mar 1943 | Otto von Bülow | Nagara                | 8,791     | britânico       |
| 30 Mar 1943 | Otto von Bülow | Empire Bowman         | 7,031     | britânico       |
| 12 Abr 1943 | Otto von Bülow | Lancastrian Princ     | 1,914     | britânico       |
| Total       | Total          | Total                 | 89 259    |                 |

## Operações conjuntas de ataque
O U-404 participou das seguinte operações de ataque combinado durante a sua carreira:
- Rudeltaktik Schlei (21 de janeiro de 1942 - 24 de janeiro de 1942)
- Rudeltaktik Hecht (8 de maio de 1942 - 11 de maio de 1942)
- Rudeltaktik Pfadfinder (23 de maio de 1942 - 27 de maio de 1942)
- Rudeltaktik Stier (29 de agosto de 1942 - 2 de setembro de 1942)
- Rudeltaktik Vorwärts (2 de setembro de 1942 - 26 de setembro de 1942)
- Rudeltaktik Luchs (27 de setembro de 1942 - 29 de setembro de 1942)
- Rudeltaktik Letzte Ritter (29 de setembro de 1942 - 1 de outubro de 1942)
- Rudeltaktik Falke (28 de dezembro de 1942 - 19 de janeiro de 1943)
- Rudeltaktik Landsknecht (19 de janeiro de 1943 - 28 de janeiro de 1943)
- Rudeltaktik sem nome (27 de março de 1943 - 30 de março de 1943)
- Rudeltaktik Adler (7 de abril de 1943 - 13 de abril de 1943)
- Rudeltaktik Meise (13 de abril de 1943 - 20 de abril de 1943)
- Rudeltaktik Specht (21 de abril de 1943 - 25 de abril de 1943)